# Индустријска зона (Ена)
Индустријска зона је насеље у Италији у округу Ена, региону Сицилија.
Према процени из 2011. у насељу је живело 5 становника. Насеље се налази на надморској висини од 223 м.